# ميخائيل إتش ناش
ميخائيل إتش نـاش (بالإنجليزية: Michael H. Nash)‏ هو مؤرخ وأمين مكتبة أمريكي، ولد في 1946 في نيويورك في الولايات المتحدة، وتوفي في 24 يوليو 2012.